# De kaailopers
De kaailopers is een beeldengroep van Valeer Peirsman op de Wilfordkaai in de Belgische gemeente Temse.

## Beschrijving
De beeldengroep werd officieel onthuld op 25 mei 1991 door Miet Smet. Drie beelden van de beeldengroep zijn gebaseerd op authentieke kaailopers (scheepslossers en -laders van voor de Tweede Wereldoorlog) met name Alfons Gosselin (den bruine), Désiré Aelbrecht (de mekker) en Frans Vervynckt (de schele wringer).
Het herdenkingsteken is te zien in twee stripalbums, met name Haaiman (Kiekeboe - Merho, 1993) en Het zevende zwaard (Jommeke - Jef Nys, 1993).